# Bolbrug
De Bolbrug, ook wel BOL-brug of Bolspoorbrug is een hefbrug op de grens van Alkmaar en Heerhugowaard in de Nederlandse provincie Noord-Holland. De brug overspant het Kanaal Alkmaar-Kolhorn en maakt deel uit van de spoorlijn Den Helder - Amsterdam.

## Fotogalerij

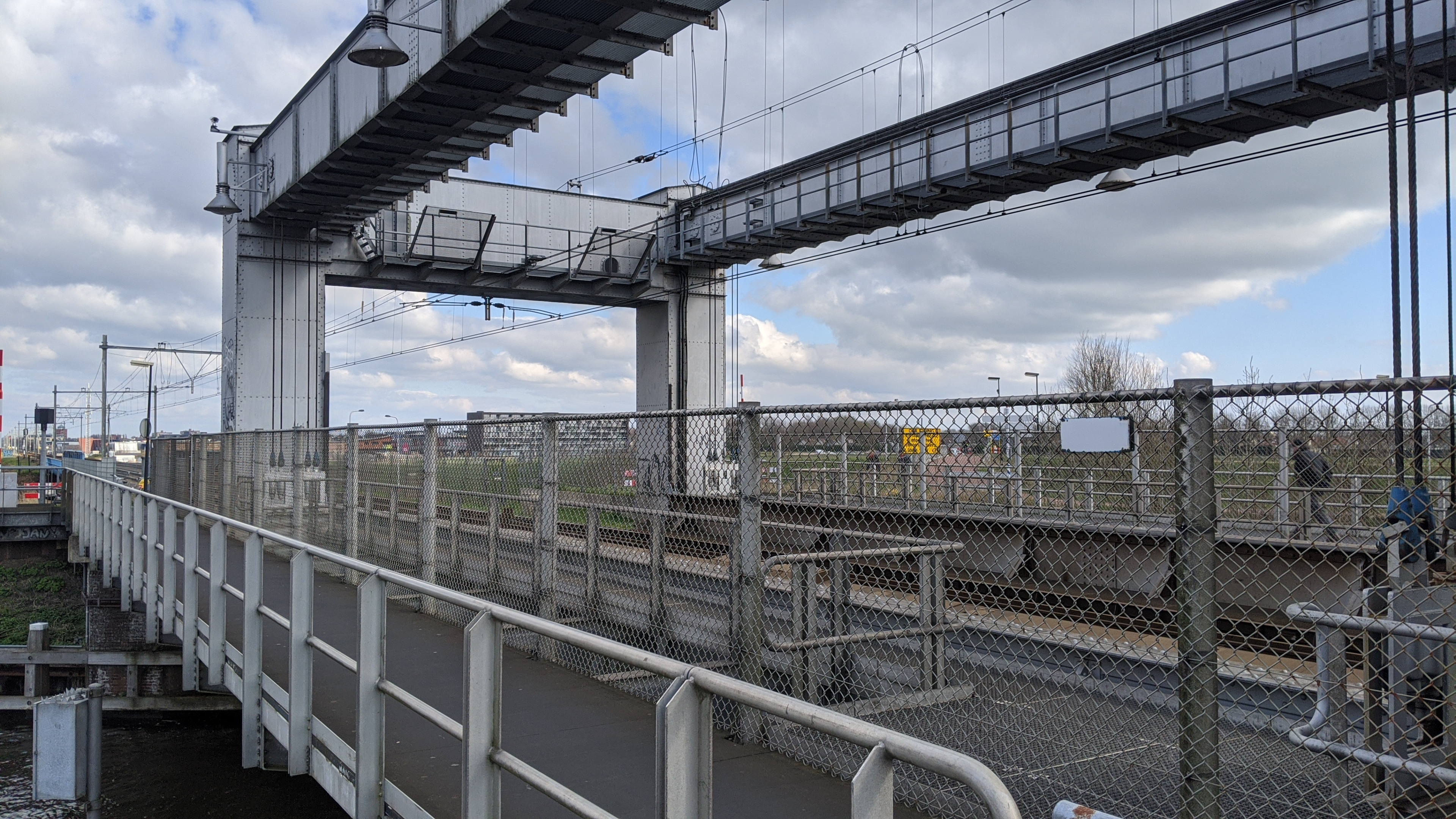
Voetpad naast brug aan weerszijden
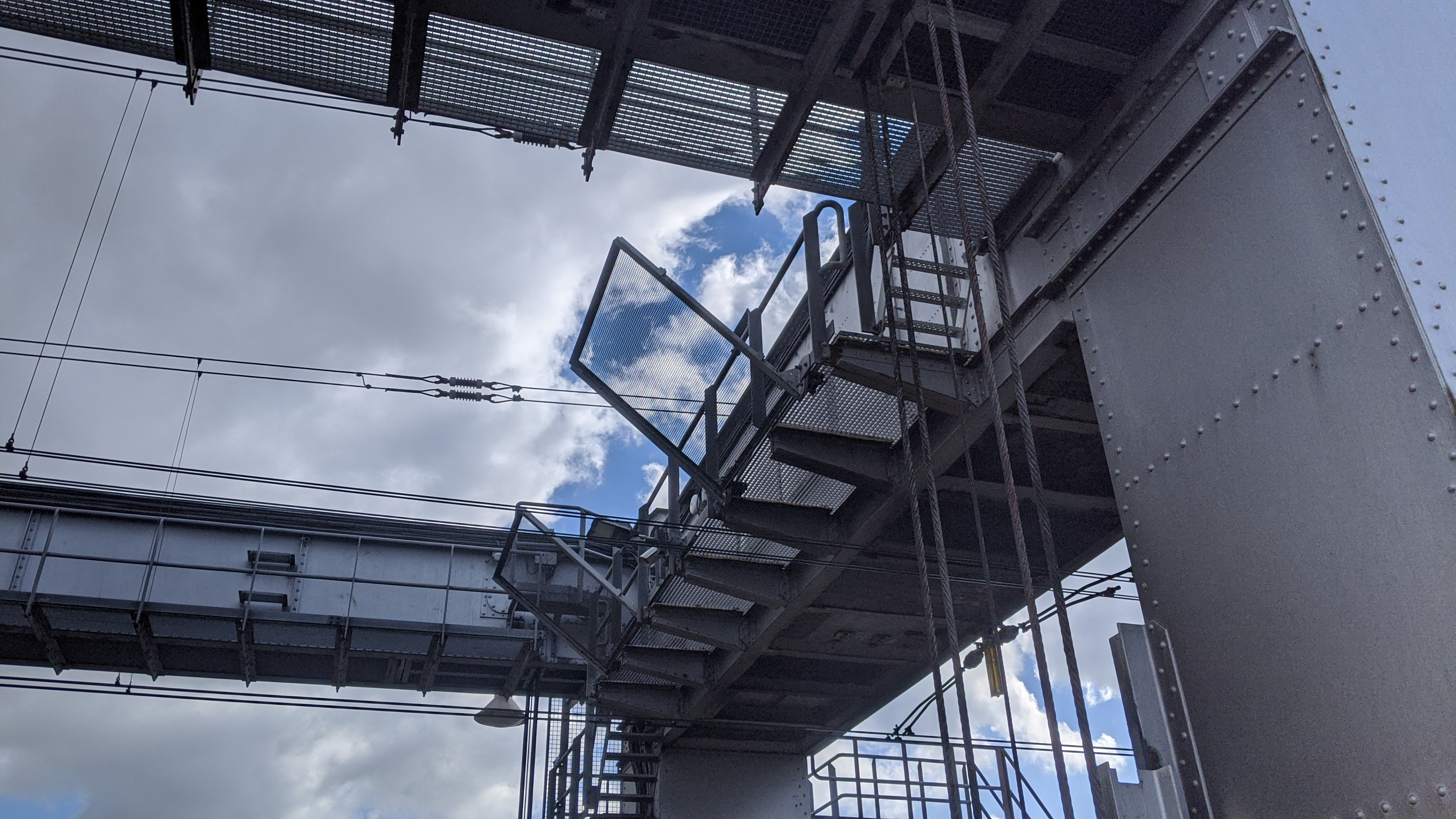
Hijsinstallatie
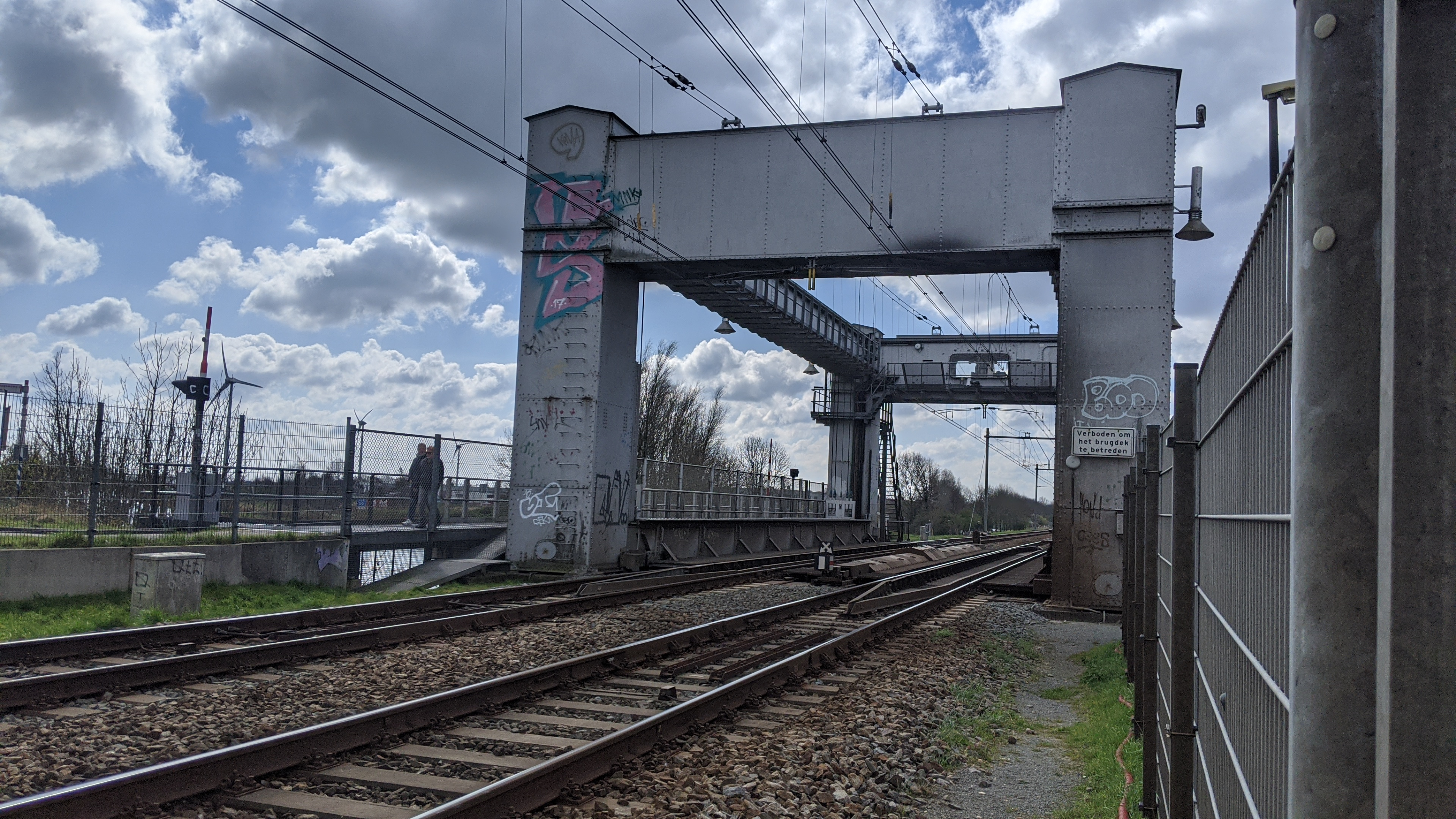
Bovenleiding loopt door over beide sporen